# 韋爾德島 (波登湖)
47°39′20″N 08°52′00″E / 47.65556°N 8.86667°E

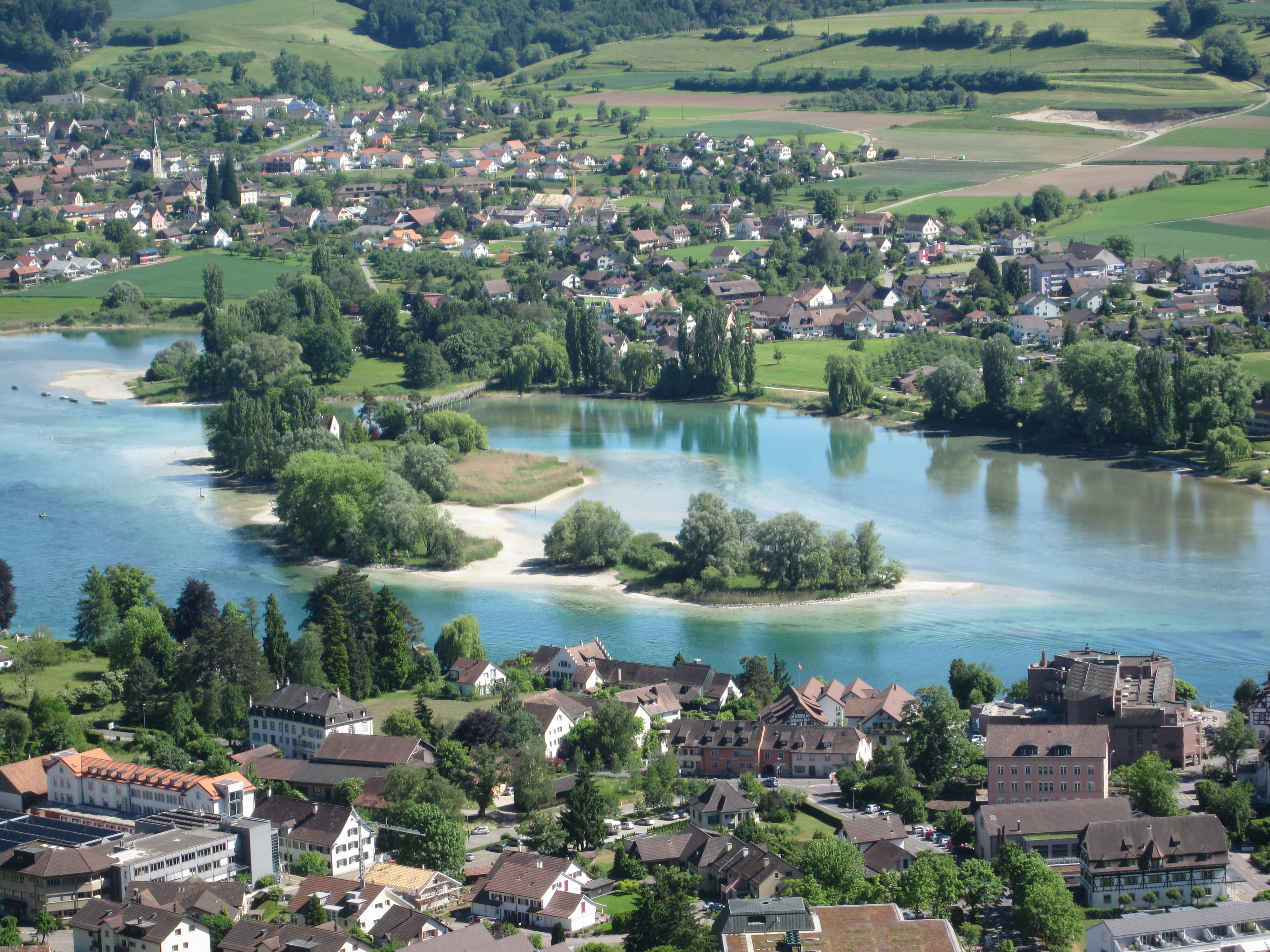

韋爾德島是瑞士的島嶼，位於波登湖，由圖爾高州負責管轄，長0.19公里、寬0.11公里，面積0.02平方公里，最高點海拔高度105米，該島自公元前5000年左右有人類居住。

## 外部連結
- Franciscan Friars on the island of Werd
- Photo: turf maze at Werd, viewed from the air